# Gamma Scuti
Gamma Scuti (γ Sct / γ Scuti) è una stella subgigante bianca visibile nella costellazione dello Scudo. Dista 291 ± 24 anni luce dal Sistema solare. Appare come un oggetto con magnitudine di +4,67.
Gamma Scuti è in una fase di avvicinamento al sistema solare che la condurrà a raggiungere tra 2,1 milioni di anni una distanza minima di circa 14 anni luce dal Sole. A quel tempo essa sarà probabilmente la stella più brillante del cielo, con una luminosità pari circa al doppio di quella che oggi mostra Sirio.
È indicata come riferimento per individuare le nebulose Aquila ed Omega.